# Tillandsia 'Tooshi'
Tillandsia 'Tooshi' es un  cultivar híbrido del género Tillandsia perteneciente a la familia  Bromeliaceae.
Es un híbrido creado con la especie Tillandsia schiedeana × Tillandsia 'Little Star'.